# Адольфссон, Ева
Ева Адольфссон   (швед. Eva Adolfsson; 28 декабря 1942 года, Мальмё —  20 апреля 2010 года) — шведская писательница и  литературный критик.

## Биография
Ева Адольфссон, дочь писателя — коммуниста Гуннара Адольфссона (Gunnar Adolfsson),  родилась 28 декабря 1942 года в шведском городе Мальмё. Училась сначала в Стокгольмском университете. В 1966 году стала магистром философии. В 1971 году окончила Стокгольмскую школу прикладных наук.
Работала редактором журнала Ord & Bild (1976-1982), писала литературные обзоры в ежедневных шведских газетах, таких как Dagens Nyheter. Кроме того, с 1975 года, занималась литературной деятельностью, была внештатным литературным критиком. Как критик, занималась современной литературой и женской литературой.
Её дебют, как писательницы, состоялся в 1980 году с выходом эссе "Livstycken". За один из своих последних романов Förvandling, изданный в 2005 году, Ева Адольфссон была награждена призом шведского радио. В 2009 году был издан ее последний роман «Маленькая история».
Ева Адольфссон была замужем за литературным критиком Ульфом Оллсоном (Ulf Olsson), в семье было двое сыновей Мон и Линус. Скончалась писательница 20 апреля 2010 года.

## Основные произведения
- 1980 — Жизненные пути;
- 1989 — В ее отсутствие;
- 1991 — В пограничной стране;
- 1995 — В Москву;
- 1998 — В разных местах;
- 2003 — Слушай, я говорю!
- 2005 — Трансформация;
- 2009 — Маленькая история/

## Награды
- Стипендия Альберта Бонниера для молодых авторов (Albert Bonniers stipendiefond för yngre och nyare författare), 1990;
- Премия Лоттэна Крамерса (Lotten von Kræmers pris), 1991;
- Премия Моа (Moa-priset), 2000;
- Цыбецкая премия (Zibetska priset), 2003;
- Стипендия Эрика и Ингрид Лиллиеок (Eric och Ingrid Lilliehööks stipendium), 2009;
- Премия Ниоса (De Nios Vinterpris), 2010.